# Afzalgarh
Afzalgarh là một thành phố và là một ban đô thị (municipal board) trong quận Bijnor trong bang Uttar Pradesh của Ấn Độ.

## Địa lý
Afzalgarh có vị trí 29°24′B 78°41′Đ / 29,4°B 78,68°Đ Nó có độ cao trung bình là 212 mét (695 foot).

## Cơ cấu dân số
Theo điều tra dân số Ấn Độ năm 2001, Afzalgarh có dân số 24.954 người. Nam giới chiếm 53% dân số, nữ giới chiếm 47% dân số. Afzalgarh có tỷ lệ biết chữ bình quân 49%, thấp hơn mức trung bình 59,5% của toàn quốc; với 59% đàn ông và 41% phụ nữ biết chữ. 17% dân số có độ tuổi dưới 6.